# Jill Roord
Jill Jamie Roord (Oldenzaal, 22 april 1997) is een Nederlands voetbalster die vanaf het seizoen 2025/26 als middenvelder uitkomt voor FC Twente in de Vrouwen Eredivisie. Ze is de dochter van voetballer René Roord.

## Clubcarrière
Roord begon haar carrière op het hoogste niveau bij FC Twente, dat uitkomt in de Eredivisie. In het seizoen 2012/13 speelde ze haar eerste wedstrijd in het eerste elftal van de club. Het seizoen 2012/13 was de eerste jaargang van de Belgisch-Nederlandse BeNe League, die Roord met Twente in zowel haar eerste als tweede seizoen won. In het seizoen 2015/16 werd weer in de Eredivisie gespeeld, en opnieuw won Twente de landstitel. Roord maakte in 24 competitiewedstrijden twintig doelpunten en was daarmee de topscorer van de competitie. Na de jaargang 2016/17 stopte Roord bij FC Twente. In totaal speelde ze ruim honderd competitiewedstrijden voor de club, waarin ze 57 doelpunten maakte. In de UEFA Champions League speelde Roord 21 wedstrijden; daarin kwam ze 14 keer tot scoren. In april 2017 tekende Roord een contract voor twee seizoenen bij Bayern München. Op 14 mei 2019 sloot ze een overeenkomst met Arsenal, waar ook Vivianne Miedema en Daniëlle van de Donk speelden. Ze speelde daar ook met nummer 14 op haar shirt. Ze begon het seizoen 2020/21 met in de eerste én de tweede wedstrijd een hattrick. Op 10 mei 2021 maakte Roord bekend dat zij zou terugkeren naar de Bundesliga-Frauen met een transfer naar VfL Wolfsburg.  Hoewel ze nog een jaar te gaan had bij Wolfsburg, tekende ze op 6 juli 2023 een 3-jarig contract bij Manchester City Women en dat betekende een terugkeer naar de Women's Super League in Engeland. Na twee seizoenen voor de Citizens uit te zijn gekomen, keerde Roord in mei 2025 officieel terug bij haar oude club FC Twente.

## Interlandcarrière
Op 7 februari 2015 maakte Roord haar debuut in het Nederlands elftal in een vriendschappelijke wedstrijd tegen Thailand (7–0). In de uitzwaaiwedstrijd voorafgaand aan het WK 2015 tegen Estland (7–0) maakte ze haar eerste interlanddoelpunt. Op het toernooi kwam Roord niet in actie. Ze maakte bij het Europees kampioenschap voetbal 2017 in eigen land eveneens deel uit van de Nederlandse selectie en kreeg speeltijd.
Op het Wereldkampioenschap voetbal vrouwen 2019 in Frankrijk maakte Roord in de 1e poulewedstrijd tegen Nieuw-Zeeland in de blessuretijd van de tweede helft de 1-0 en daarmee de winnende treffer. Verder is ze tijdens het Wereldkampioenschap voetbal vrouwen 2019 nog zes keer ingevallen. 
| Interlandgoals | Interlandgoals    | Interlandgoals                               | Interlandgoals | Interlandgoals | Interlandgoals | Interlandgoals    |
| -------------- | ----------------- | -------------------------------------------- | -------------- | -------------- | -------------- | ----------------- |
|                |                   |                                              |                |                |                |                   |
| Goal           | Datum             | Locatie                                      | Tegenstander   | Score          | Uitslag        | Competitie        |
| 1.             | 20 mei 2015       | Sparta Stadion, Rotterdam                    | Estland        | 1–0            | 7–0            | Vriendschappelijk |
| 2.             | 20 januari 2017   | Pinatar Arena, San Pedro del Pinatar, Spanje | Roemenië       | 2–1            | 7–1            | Vriendschappelijk |
| 3.             | 20 januari 2017   | Pinatar Arena, San Pedro del Pinatar, Spanje | Roemenië       | 3–1            | 7–1            | Vriendschappelijk |
| 4.             | 11 juni 2019      | Stade Océane, Le Havre, Frankrijk            | Nieuw-Zeeland  | 1–0            | 1–0            | WK 2019           |
| 5.             | 30 augustus 2019  | A. Le Coq Arena, Talinn, Estland             | Estland        | 2-0            | 7-0            | EK-kwalificatie   |
| 6.             | 18 september 2020 | Sapsan Arena, Moskou, Rusland                | Rusland        | 1–0            | 1–0            | EK-kwalificatie   |
| 7.             | 1 december 2020   | Rat Verlegh Stadion, Breda, Nederland        | Kosovo         | 2-0            | 6-0            | EK-kwalificatie   |
| 8.             | 1 december 2020   | Rat Verlegh Stadion, Breda, Nederland        | Kosovo         | 5-0            | 6-0            | EK-kwalificatie   |

## Statistieken
| Seizoen         | Club              | Land            | Competitie          | Competitie | Competitie | Beker | Beker | Internationaal | Internationaal | Overig | Overig | Totaal | Totaal |
| Seizoen         | Club              | Land            | Competitie          | Wed.       | Dlp.       | Wed.  | Dlp.  | Wed.           | Dlp.           | Wed.   | Dlp.   | Wed.   | Dlp.   |
| --------------- | ----------------- | --------------- | ------------------- | ---------- | ---------- | ----- | ----- | -------------- | -------------- | ------ | ------ | ------ | ------ |
| 2012/13         | FC Twente         | Nederland       | Women's BeNe League | 5          | 2          | –     | 0     | –              | –              | –      | –      | 5      | 2      |
| 2013/14         | FC Twente         | Nederland       | Women's BeNe League | 27         | 13         | –     | 0     | 5              | 4              | –      | –      | 32     | 17     |
| 2014/15         | FC Twente         | Nederland       | Women's BeNe League | 24         | 13         | –     | 2     | 2              | 0              | –      | –      | 26     | 15     |
| 2015/16         | FC Twente         | Nederland       | Eredivisie          | 24         | 20         | 2     | 1     | 7              | 8              | –      | –      | 33     | 29     |
| 2016/17         | FC Twente         | Nederland       | Eredivisie          | 25         | 9          | –     | 3     | 7              | 2              | –      | –      | 32     | 14     |
| 2017/18         | FC Bayern München | Duitsland       | Bundesliga          | 17         | 6          | 6     | 3     | 1              | 0              | –      | –      | 24     | 9      |
| 2018/19         | FC Bayern München | Duitsland       | Bundesliga          | 19         | 7          | 1     | 1     | 4              | 3              | –      | –      | 24     | 11     |
| 2019/20         | Arsenal WFC       | Engeland        | Super League        | 14         | 2          | 0     | 0     | 0              | 0              | –      | –      | 2      | 1      |
| 2020/21         | Arsenal WFC       | Engeland        | Super League        | 19         | 7          | 0     | 0     | 0              | 0              | –      | –      | 19     | 7      |
| 2021/22         | VfL Wolfsburg     | Duitsland       | Bundesliga          | 22         | 10         | 4     | 4     | 12             | 6              | –      | –      | 22     | 10     |
| 2022/23         | VfL Wolfsburg     | Duitsland       | Bundesliga          | 18         | 6          | 4     | 3     | 9              | 2              | –      | –      | 19     | 7      |
| 2023/24         | Manchester City   | Engeland        | Super League        | 11         | 6          | 5     | 2     | 0              | 0              | –      | –      | 16     | 8      |
| 2024/25         | Manchester City   | Engeland        | Super League        | 19         | 5          | 6     | 1     | 6              | 0              | –      | –      | 31     | 6      |
| Carrière totaal | Carrière totaal   | Carrière totaal | Carrière totaal     | 244        | 106        | 36    | 20    | 60             | 27             | –      | –      | 340    | 153    |

Bijgewerkt t/m 24 mei 2025

## Erelijst
FC Twente
- BeNe League: 2012/13, 2013/14
- Eredivisie: 2012/13*, 2013/14*, 2014/15*, 2015/16
- KNVB Beker: 2014/15

*Tijdens de BeNe League-periode (2012 t/m 2015) werd het hoogst geplaatste elftal door de KNVB beschouwd als landskampioen.
 Nederland onder 19
- EK onder 19: 2014

 Nederland
- EK: 2017
- Algarve Cup: 2018

Individueel
- Topscorer Eredivisie: 2015/16
- WSL – Player of the Month: september 2020
- DAZN – European Team of the Week